# Primer lunes
First Monday es una serie de televisión estadounidense de reemplazo de temporada, drama, está centrado en la Suprema Corte de Estados Unidos. Al igual que otra serie de 2002, la Corte, que fue inspirado por el papel destacado de la Corte Suprema que interpretó en la solución de la elección presidencial de 2000. Sin embargo, el interés público en el alto tribunal había retrocedido por el momento los dos espectáculos estrenados, y tampoco tuvo éxito. 

## Premisa
Creado por el creador de JAG Donald P. Bellisario y Paul Levine, el show salió al aire en CBS desde enero hasta mayo de 2002. El nombre del primer lunes es una referencia al primer lunes de octubre, que es cuando comienza cada término de la Corte Suprema.
Joe Mantegna interpretó a un moderado de la Justicia José Novelli, que es nombrado para un Tribunal Supremo uniformemente dividido entre conservadores y liberales. El espectáculo examinó cómo los empleados de la ley y los jueces tratan temas y casos que llegaron ante el más alto tribunal de los Estados Unidos.
Primer lunes en general trataba de dos cuestiones por episodio. Al principio de la serie, que tendían a ser dos casos. Más adelante en la serie, que tendían a ser uno de los casos y una cuestión personal. 

## Elenco principal
- Justicia José Novelli (Joe Mantegna) fue un moderado recién nombrado juez del Tribunal Supremo.
- Presidente del Tribunal Supremo Thomas Brankin (James Garner) fue el obsesionado-futbolista, conservador presidente del Tribunal Supremo de los Estados Unidos.
- Justicia Henry Hoskins (Charles Durning) era el mejor amigo de Brankin y un juez conservador, que a menudo brotaba quintillas durante la conversación.
- Miguel Mora (Randy Vásquez) fue conservador de Novelli empleado de la ley.
- Ellie Pearson (Hedy Burress) era liberal asistente legal de Novelli.
- Jerry Klein (Christopher Wiehl) era empleado de la ley moderada de Novelli.
- Julian Logia (Joe Flanigan) era empleado de la ley de Brankin.

## Personajes secundarios

### Otros jueces de la Corte Suprema
- Justicia Esther Weisenberg (Camille Saviola) era una justicia liberal.
- Justicia Jerome Morris (James McEachin) era una justicia liberal.
- Justicia Michael Bancroft (James Karen) era una justicia liberal.
- Justicia Deborah Szwark (Gail Strickland) era un juez conservador.
- Justicia Theodore Nieve (Stephen Markle) era una justicia liberal.
- Justicia Brian Chandler (Lyman Ward) era un juez conservador.
- Justicia Henry Hoskins (Charles Durning) era un juez conservador.

### La familia de Novelli
- Sarah Novelli (Linda Purl) era una agente de bienes raíces y esposa de Justicia José Novelli.
- Andrew Novelli (Brandon Davis) era el hijo de Justicia José Novelli.
- Bet Novelli (Rachel Grate) era la hija de Justicia José Novelli.

### Otros
- Charles Bierbauer (a sí mismo) fue anfitrión de Curveball, una política talk show.
- El senador Edward Sheffield (Dean Stockwell) era un liberal senador estadounidense que conspiró para obtener Novelli sometido a juicio político. Después de la cancelación de la serie, Sheffield se convirtió en un personaje recurrente en JAG. El personaje más tarde se convirtió en el Secretario de la Marina.

## Tripulación principal
- Lou Antonio (episodios desconocidos)
- Donald P. Bellisario (episodios desconocidos)
- Alan J. Levi
- Bradford May
- James Whitmore, Jr. (episodios desconocidos)
- Michael Zinberg (episodios desconocidos)
- Alfredo Barrios, Jr. (2 episodios, 2002)
- Randall Anderson (episodios desconocidos)
- Lynnie Greene (episodios desconocidos)
- Paul Levine (episodios desconocidos)
- Richard Levine  (unknown episodes) (episodios desconocidos)
- Larry Moskowitz[1]
- Lawrence O'Donnell

## Episodios
- "Piloto" (15 de enero de 2002)
- Caso 1: Un hombre de Florida condenado a muerte es golpeado por un rayo, lo que disminuye su capacidad mental. Los jueces deben determinar si la ejecución viola la Octava Enmienda de la prohibición de castigos crueles e inusuales. Los jueces se niegan a conceder certiorari.
- Caso 2: Un mexicano transexual busca asilo en los Estados Unidos, debido a la persecución social de los transexuales en México. Los jueces fallan en contra del transexual cuando se descubre que el transexual es en realidad un travesti.
- "La edad de consentimiento" (18 de enero de 2002)
- Caso 1: Un embarazo adolescente permiso ganancias de un tribunal para obtener un aborto. Sus padres se oponen al aborto y un llamamiento a la Corte Suprema para revocar la decisión. Los jueces fallan a favor de la niña y el tribunal de primera instancia.
- Caso 2: El Tribunal Supremo oye un caso relacionado con los comentarios hirientes de un matón de la escuela y los esfuerzos del distrito escolar para castigar a su discurso. Los magistrados descartan las políticas del distrito violan el matón de la Primera Enmienda derecho a la libertad de expresión.
- "El precio de la libertad" (25 de enero de 2002)
- Caso 1: Un testigo enmascarado testifica en un caso contra un traficante de drogas. La fiscalía se niega a nombrar al testigo ya que tres testigos nombrados anteriores en el caso fueron asesinados, aunque no hay pruebas de que el acusado estaba involucrado en el asesinato. Las apelaciones de defensa ante el Tribunal Supremo, y los magistrados descartan que el acusado Sexta Enmienda derecho "a ser confrontado con los testigos de cargo" fue violado, por lo que el testigo debe ser nombrado, o ella no será capaz de testificar.
- Caso 2: Un enano abogado acusa a su bufete de abogados de la discriminación porque la empresa instaló un "mini-oficina" para él, que dice ser servicial su discapacidad. Afirma el mini-oficina ha dado lugar a su ser tratado de manera diferente, como si fuera un espectáculo secundario. El abogado también dijo que su tamaño no es una discapacidad. Los jueces fallan a favor de la firma de abogados como el mini-oficina era una adaptación razonable bajo la Ley de Estadounidenses con Discapacidades.
- "Crimen y castigo" (1 de febrero de 2002)
- Un criminal con dos anteriores condenas por delitos graves es sentenciado a cadena perpetua después de cometer un delito menor. Las demandas penales del estado la ley de tres strikes viola su Decimocuarta Enmienda derecho a un debido proceso, el quinto de Enmienda prohibición de la doble incriminación, el de la Octava Enmienda prohibición de castigos crueles e inusuales, y el Artículo I, Sección 10 prohibición de poner estados ex post leyes facto. Los jueces fallan en contra del criminal.
- "Asuntos de familia" (8 de febrero de 2002)
- Caso: Un hombre con dos mujeres condenadas por bigamia apela una sentencia de primera instancia, alegando las leyes contra la bigamia violan su Primera Enmienda derecho a la libertad de religión. Los magistrados descartan 4-4 (con Novelli absteniéndose después de no estar presente para escuchar los argumentos) contra el hombre cuando uno de los jueces considera las creencias religiosas del hombre en realidad no apoyan la bigamia. (Ver Reynolds v. Estados Unidos por un problema similar).
- Cuestión personal para la Justicia Novelli: Un periodista descubre posibles lazos entre la familia Novelli y la mafia.
- "Palabras peligrosas" (1 de marzo de 2002)
- La viuda de un asesinado aborto médico gana un caso $ 6.000.000 contra un extremista provida sitio web que abogaba por el asesinato de su marido y varios otros médicos de aborto. El operador del sitio web argumenta que está protegido por la Primera Enmienda derecho a la libertad de expresión. Los jueces revocan el veredicto después de descubrir que el sitio no era responsable del asesinato y que el sitio web fue de hecho protegida por la Primera Enmienda.
- Cuestión personal para la Justicia Novelli: El operador del sitio web desde los puestos de casos aborto páginas dirigidas Justicia Novelli amenazantes. Bet Novelli encuentra un humano feto en su mochila.
- "Derecho a Morir" (8 de marzo de 2002)
- Caso: La esposa y la hija de un hombre en un estado de coma durante nueve años de batalla sobre si se debe mantener el apoyo a la vida. La esposa quiere acabar con soporte vital, el argumento de que su marido no querría ser mantenida viva en tal estado. La hija sostiene que ella ha visto atisbos de la vida en su padre, por lo que apoyo la vida debe ser mantenida. Los magistrados descartan 5-4 que la esposa del hombre tiene el derecho a tomar decisiones médicas por él. El caso prefiguró la vida real Terri Schiavo controversia que llamar la atención nacional en 2005.
- Cuestión personal para la Justicia Novelli: Sarah Novelli vende una casa $ 2.200.000 a la cabeza de una organización antitabaco, mientras que un caso con respecto a la del cigarrillo industria está pendiente ante la Corte Suprema. Cuando Justicia Novelli le dice a su esposa que él tendrá que recusarse del caso debido a un conflicto de interés reglas, Sarah regresa a su comisión y deja su trabajo como agente de bienes raíces.
- "Fecha de Corte" (29 de marzo de 2002)
- Una escuela secundaria de baloncesto estrella sostiene que la NBA norma que prohíbe a los jugadores de edad de la escuela secundaria de entrar en el Draft de la NBA es una violación de defensa de la competencia las leyes. Los magistrados descartan 5-4 que la regla de la razón se aplica, y la NBA pueden requerir al jugador a completar su educación secundaria.
- "Secretos y mentiras" (5 de abril de 2002)
- Un caso es llevado desafiando la constitucionalidad de la Ley de Megan. Los delincuentes sexuales argumentan que la ley viola la Decimocuarta Enmienda derecho a un debido proceso. Los defensores de la ley argumentan que protege la seguridad pública. Los jueces fallan a favor de la defensa de la ley.
- Cuestión personal para la Justicia Szwark: Justicia dice Novelli Justicia Szwark que un delincuente sexual vive en su barrio después de que él utiliza una Ley de Megan base de datos.
- "Sin protección Voz" (12 de abril de 2002)
- Un adolescente digitalmente coloca los rostros de sus compañeros de clase en la que los rostros de adultos pornográficos película actores y es condenado en virtud de un federal de la ley que prohíbe la simulación de la pornografía infantil. Los jueces de encontrar un resquicio legal que les permita revocar la condena sin volcar la ley, con la intención de enviar una señal al Congreso que la ley era demasiado amplia y necesitaba ser reducido.
- Cuestión personal para la Justicia de nieve: Se superficies de audio de Justicia Nieve denigrantes los otros jueces en una fiesta.
- "Strip Search" (19 de abril de 2002)
- Caso: El sheriff de un pequeño pueblo en busca de una serie violador comienza la recolección de ADN de muestras de todos los pacientes de sexo masculino del hospital de la ciudad. Una persona cuyo ADN se toma, pero no coincide con el ADN del violador demanda en un tribunal estatal, que ordena al alguacil para detener la recolección de ADN. Después de que el sheriff no tiene en cuenta la orden de la corte estatal, se encuentra una coincidencia. El violador acusado apela a la Corte Suprema. Los magistrados descartan 5-4 que la colección del sheriff de ADN era una violación de la Cuarta Enmienda de prohibición "no razonables registros e incautaciones" por las autoridades gubernamentales. El violador es condenado a sí mismo cuando su esposa se vuelve voluntariamente a través de una muestra de ADN de su marido.
- Cuestión personal para la Justicia Novelli: Beth Novelli se niega a tomar una prueba de la droga requerida para ella participar en la escuela secundaria de fútbol, citando la falta de equidad de la política de la escuela de señalar a los atletas para las pruebas de drogas. Los medios de comunicación a aprender de la historia y se centran la atención en la familia Novelli. Justicia Weisenberg cita la negativa de Beth a tomar una prueba de drogas para decidir el caso de ADN.
- "Showdown" (22 de abril de 2002)
- Caso: El Tribunal Supremo debe decidir si una pequeña ciudad que prohíbe las armas dentro de sus fronteras es constitucional. Los magistrados descartan 5-4 que la prohibición viola la Segunda Enmienda de la protección del derecho a portar armas.
- Cuestión personal para la Justicia Novelli: Justicia Nieve informa a sus colegas que Novelli poseía un arma que fue robada y utilizada en un tiroteo hace años.
- "Secretos de familia" (3 de mayo de 2002)

Caso: La CIA intenta detener la publicación de un libro que puede revelar la seguridad nacional secretos. El autor y el editor argumentan que están protegidos por la Primera Enmienda de la protección de la libertad de prensa.
- Edición Personal para Ellie Pearson: Ellie cree publicación del libro revelará cómo murió su padre.
- Cuestión personal para la Justicia Szwark: Como los jueces se sientan a escuchar argumentos orales en el caso, Szwark tormentas fuera cuando ella ve a su hija es el abogado que representa a la CIA. Ella tiene su hija trajo a sus cámaras y habla con ella acerca de la manipulación de la CIA para forzar Justicia Szwark a recusar a sí misma ya que la representación de su hija de un litigante en el caso constituye un conflicto de intereses. Los otros ocho jueces más tarde votan por unanimidad que Szwark tiene ningún conflicto de intereses.
- Como Ellie y la hija de Justicia Szwark a pie de un restaurante, la hija de Szwark es golpeado por un coche. Ellie su cuna y grita por ayuda, ya que la temporada termina con un melodrama final. A medida que la serie se cancela después de este episodio, el melodrama nunca se resuelve.

## Premios/Nominaciones
- Bruce Broughton fue nominada para un 2002 Premio Emmy al Mejor Tema de Música Main Title.